# 內華達美術館

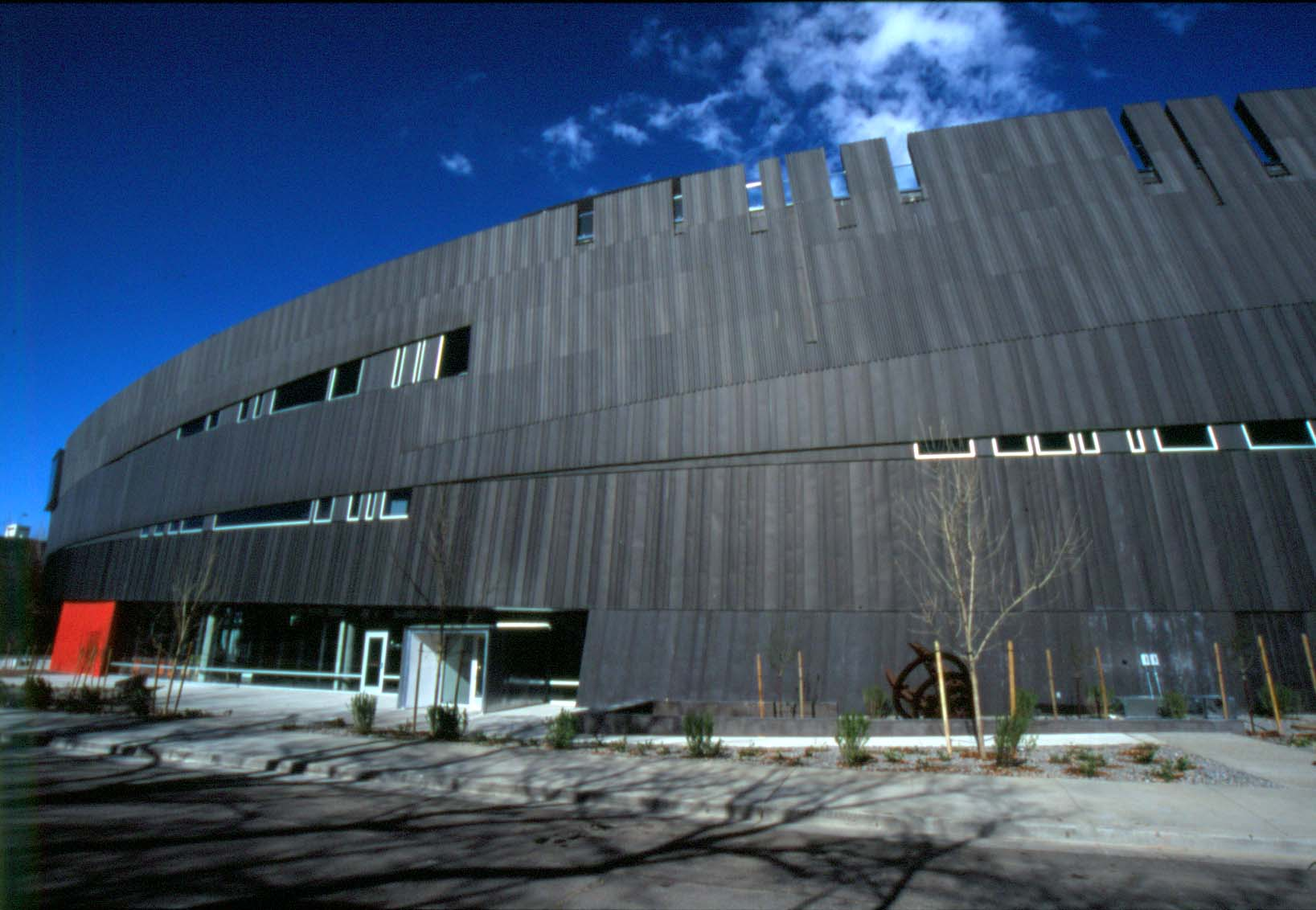
內華達美術館

內華達美術館（英語：Nevada Museum of Art）是位於美國內華達州城市雷諾的一座美術館，也是全美美術館聯盟在內華達州唯一的一座美術館。2003年，內華達美術館搬入現在的建築。